# Paul Sturrock
Paul Whitehead Sturrock (Dundee, 1956. október 10. –) skót válogatott labdarúgó, edző. 

## Pályafutása

### Klubcsapatban
Pályafutása során egyetlen csapatban a Dundee Unitedben játszott, melynek színeiben 1974 és 1989 között több mint 380 mérkőzésen lépett pályára. Tagja volt az 1983-ban skót bajnoki címet szerző csapatnak és az 1987-ben UEFA-kupa döntőt játszó együttesnek is. 

### A válogatottban
1981 és 1987 között 20 alkalommal szerepelt a skót válogatottban és 1 gólt szerzett. 1981 május 16-án egy Wales elleni mérkőzésen mutatkozott be. Részt vett az 1982-es világbajnokságon, de nem lépett pályára egyetlen mérkőzésen sem. Tagja volt az 1986-os világbajnokságon szereplő válogatott keretének is. A Dánia és az Uruguay elleni mérkőzésen a kezdőben kapott helyett, míg az NSZK ellen nem játszott.

### Edzőként
1993-tól 1998-ig a St. Johnstone edzője volt, mellyel 1997-ben megnyerte a skót másodosztályt. 1998 és 2000 között korábbi klubcsapatát a Dundee Unitedet irányította. 2000 és 2004 között a Plymouth Argyle csapatát edzette és feljuttatta a másodosztályba. 2004-ben rövid ideig a Southampton vezetőedzője volt. 2004 és 2006 között a Sheffield Wednesday szakmai munkájáért felelt. Ezt követően dolgozott a Swindon Town (2006–07), a Plymouth Argyle (2007–09), a Southend United (2010–13) és a Yeovil Town (2015) együttesénél.  

## Sikerei, díjai

### Játékosként
Dundee United
- Skót bajnok (1): 1982–83
- Skót ligakupa-győztes (2): 1979–80, 1980–81
- Skót kupadöntős (4): 1980–81, 1984–85, 1986–87, 1987–88
- UEFA-kupa döntős (1): 1986–87

### Edzőként
St. Johnstone FC
- Skót másodosztályú bajnok (1): 1996–97

Plymouth Argyle
- Angol másodosztályú bajnok (1): 2003–04